# Drepanosticta ephippiata
Drepanosticta ephippiata – gatunek ważki z rodziny Platystictidae.